# Форма для випічки

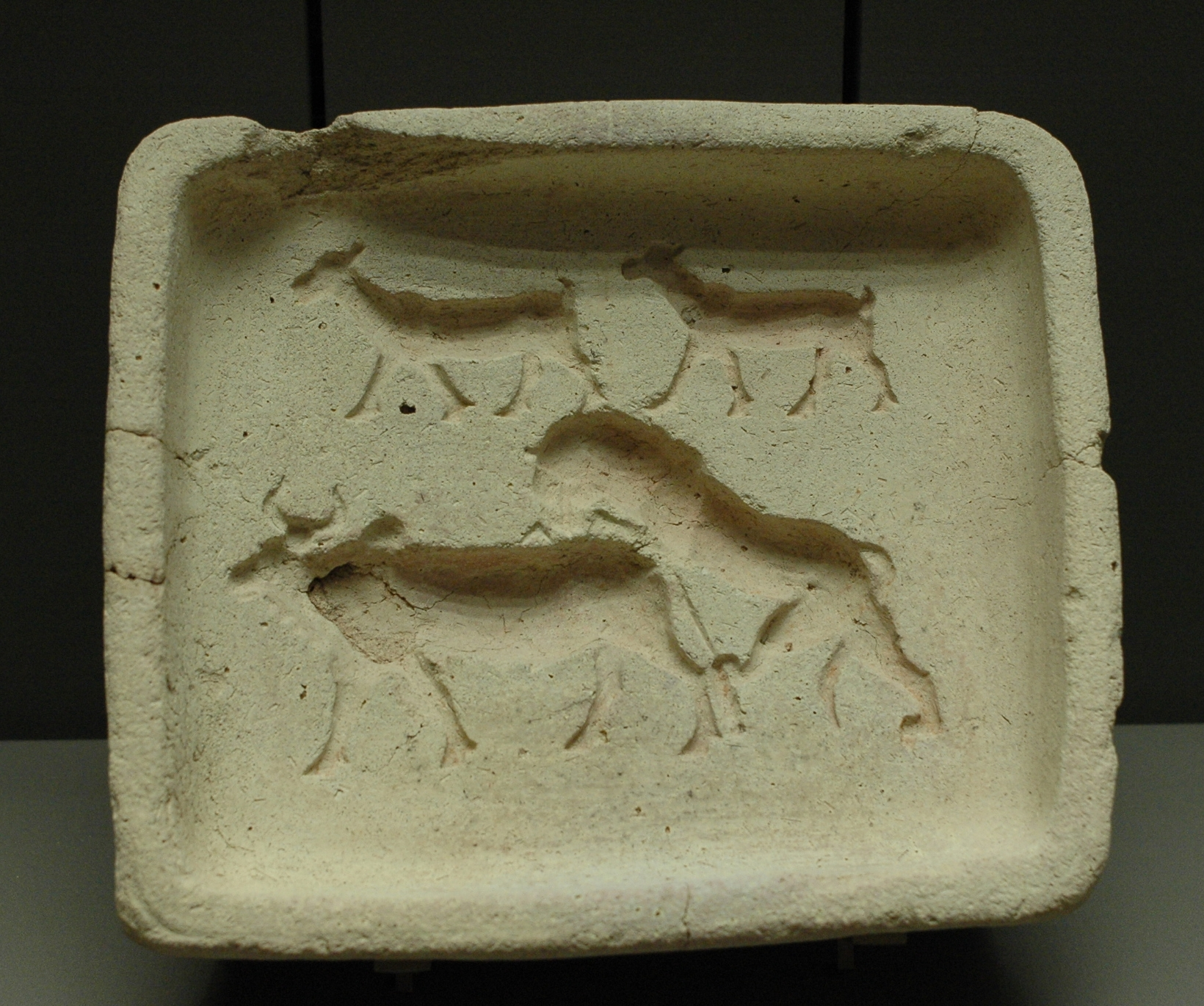
Стародавня форма для випічки. Сирія. II тисячоліття до н. е. Експонат Лувру

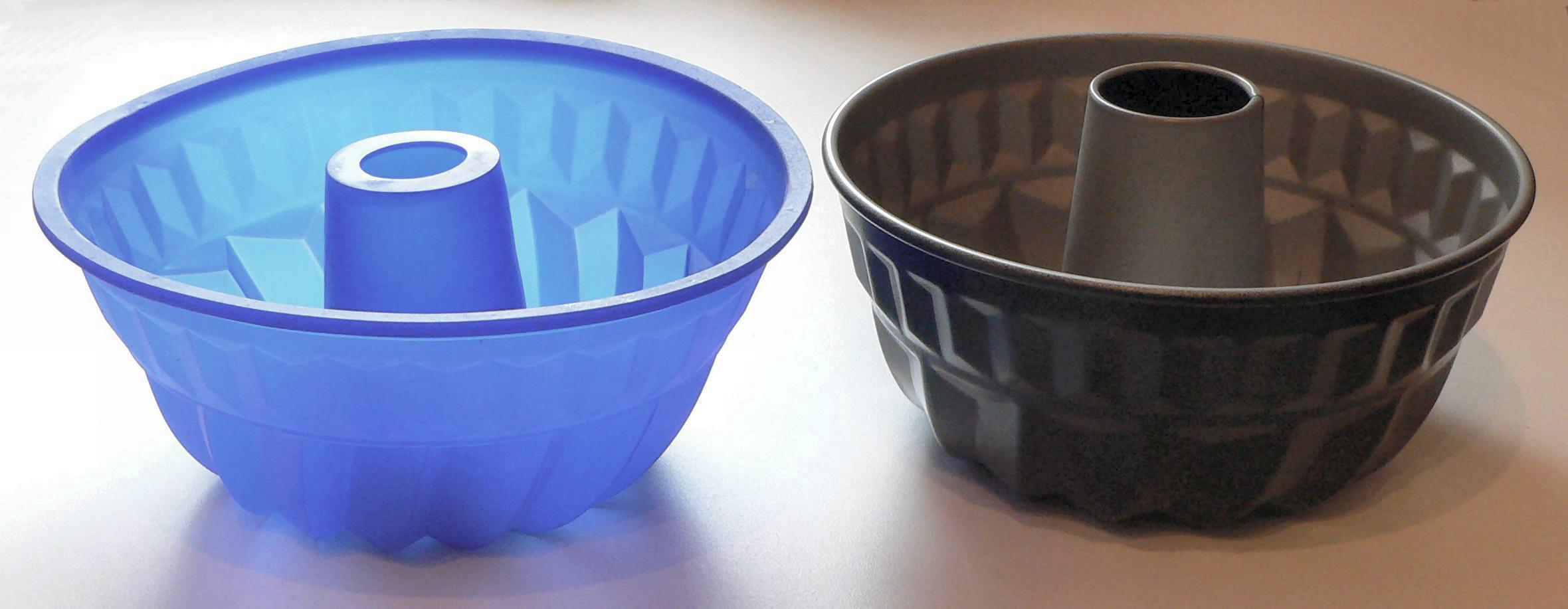
Силіконова і металева форми для випічки кексів і бабок (кугельхопфів)

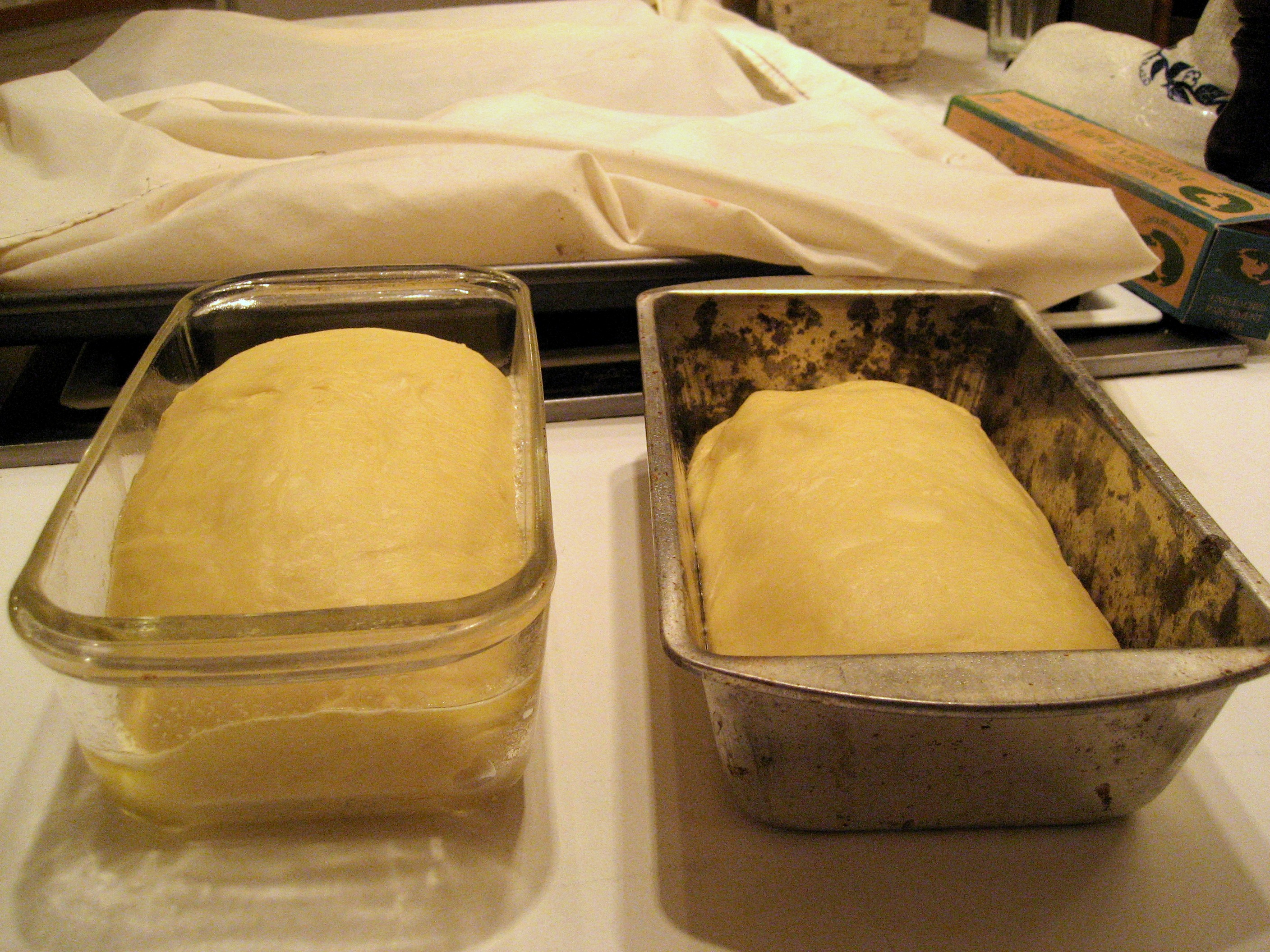
Скляна і металева форми

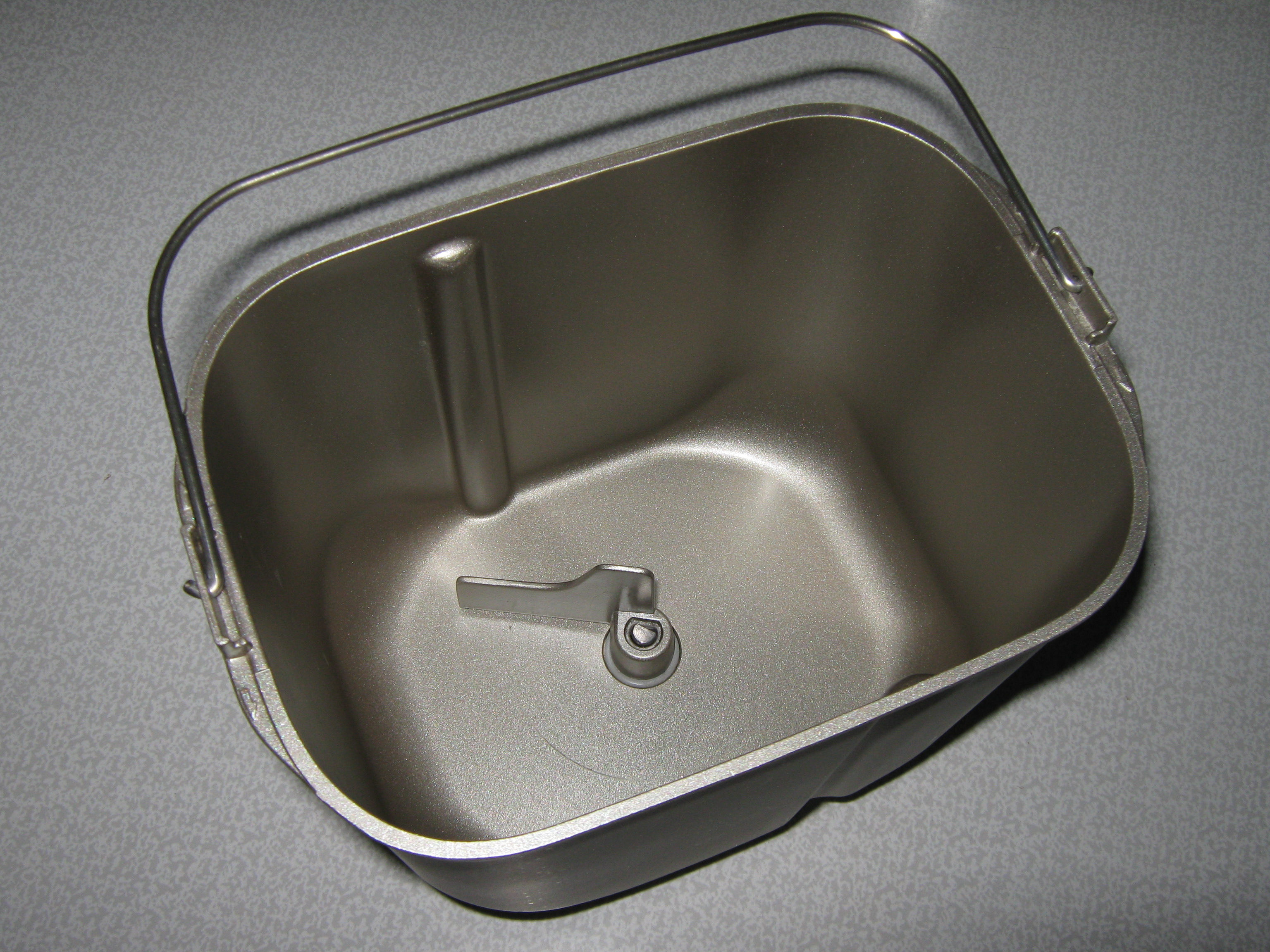
Форма для хлібопечі.
На дні перебуває лопатка для замішування тіста

Форма для випічки — форма для випікання хліба (хлібопекарська форма), хлібобулочних виробів, кондитерських виробів (пирогів тортів і печива) та інших страв з використанням духової шафи, хлібопекарської печі або кондитерської печі. Перші форми для випічки були керамічними. Зараз найпопулярніші форми для випічки з емальованого або оцинкованого заліза, часто з антипригарним покриттям. Крім цього випускаються прозорі форми для випічки з вогнетривкого боросилікатного скла. Останнім часом все частіше зустрічаються силіконові форми для випічки, які на відміну від металевих є гнучкі, що дозволяє зручніше виймати з них готову випічку.
Форма для випічки оберігає від розтікання рідкі види тіста (здобне або бісквітове) і жирні начинки, поки білок, що міститься в них, не згорнеться від високої температури всередині печі і не скріпить масу. Тому для хлібобулочних виробів з дріжджового або опарного тіста, форми для випічки використовуються рідко. Форми без антипригарного покриття необхідно перед використанням змащувати жиром, щоб готова випічка не прилипли до форми. Змащені жиром форми іноді додатково посипають борошном або панірувальними сухарями.
Глибокі форми для випічки кексів, панеттоне, пасок запозичені у казанів і горщиків; отвір по центру який з'явився пізніше, служив більш рівномірному розподілу тепла. Прямокутні форми мають приблизно однакову висоту і ширину і зазвичай використовуються для випічки здоби, паштетів і хліба. Плоскі роз'ємні форми зазвичай круглої форми складаються з двох частин — бічної стінки з регульованою шириною і дна — і використовуються для випічки тортів. Крім великих, існують і форми для дрібної випічки (мафінів, наприклад) у формі деко з заглибленнями і декоративні форми для різдвяного або пасхального печива.